# Avenida Bucareli
La avenida Bucareli, conocida anteriormente como paseo de Bucareli y paseo Nuevo, es una avenida que fue inaugurada en la Ciudad de México a fines del siglo XVIII, exactamente hacia el año de 1778, por órdenes del entonces virrey de la Nueva España Antonio María de Bucareli y Ursúa, de acuerdo a un plan de modernización ordenado por él mismo para añadir infraestructura urbana a la entonces capital del virreinato, entre cuyo plan destacaba la creación de una avenida dotada de arboledas y fuentes para la recreación de los habitantes de la ciudad.
El trazado actual de dicha avenida corre en un solo sentido, de norte a sur, formando parte del Eje 1 Poniente y recibiendo el flujo de la Avenida Rosales para continuar con este hacia el sur como la Avenida Cuauhtémoc. La avenida es comúnmente conocida como Bucareli.

## Origen e Historia
El proyecto de dicho paseo se diseñó sobre una calzada ya existente, ubicada en el Poniente de la Ciudad y que corría de norte a sur, comenzando a la altura de lo que hoy es el cruce de paseo de la Reforma y Bucareli (donde se levantaba el Coliseo Nuevo) y llegando hasta los Arcos de Belén, hoy la avenida Chapultepec.
Por órdenes del virrey de Bucareli, el paseo Nuevo debía dotarse con dos hileras de árboles a cada lado de la vía para el disfrute de los paseantes. Llegó a contar desde su creación con tres grandes glorietas, y en cada una de éstas se encontraba ubicaba una fuente, (dos de éstas fuentes se le atribuyen a Manuel Tolsá) de las cuales la más grande y hermosa era la que se ubicaba en donde ahora se encuentra el Reloj Chino, cuyo diseño se debe a Lorenzo de la Hidalga y era conocida como La Victoria.
Fue uno de los paseos más famosos y concurridos de la Ciudad de México hasta todavía entrado el siglo XIX. Cronistas y personajes distinguidos que llegaron a la Ciudad de México dejaron relatos de su visita a dicho paseo, como el que describió Madame Calderón de la Barca en su libro La vida en México:

Ayer, por ser día de fiesta, el Paseo estaba lleno de carruajes y, en consecuencia, mucho más brillante y divertido que nunca. Este Paseo es el Prado mexicano o el Hyde-Park... El Paseo llamado de Bucareli, que toma su nombre de un virrey, es una larga y ancha avenida orlada con los árboles que él mismo plantó, y en donde se halla una fuente grande de piedra, cuyas centelleantes aguas se asemejan frescas y deliciosas, y que remata una dorada estatua de la Victoria. Aquí, cada tarde, pero de preferencia los domingos y días de fiesta, éstos últimos no tienen fin, se pueden ver dos largas filas de carruajes llenos de señoras, multitud de caballeros montando a caballo entre el espacio que dejan los coches, soldados, de trecho en trecho, que cuidan el orden y una muchedumbre de gente del pueblo y de léperos, mezclados con algunos caballeros que se pasean a pie... Este Paseo goza de una hermosa vista de las montañas...
 La vida en México, Calderón de la Barca

Durante la expansión de la Ciudad de México a fines del siglo XIX, que ya empezaba a desbordarse de la traza original que había preservado y con la creación de nuevos paseos como el Paseo de la Reforma, así también el fraccionamiento de los terrenos cercanos al Paseo de Bucareli como los de la Hacienda de la Teja, que darían paso a las nuevas colonias —barrios— como la Americana y Nueva del Paseo (la primera es lo que hoy se conoce como la Colonia Juárez y parte de la Zona Rosa) el paseo fue afectado, se le convirtió en una eje vial que formó parte de la ciudad y perdió las dos de sus tres glorietas originales las fuentes de las mismas , sus arboledas por donde paseaban sus visitantes y el encanto que le distinguió.

## Monumentos y lugares de interés

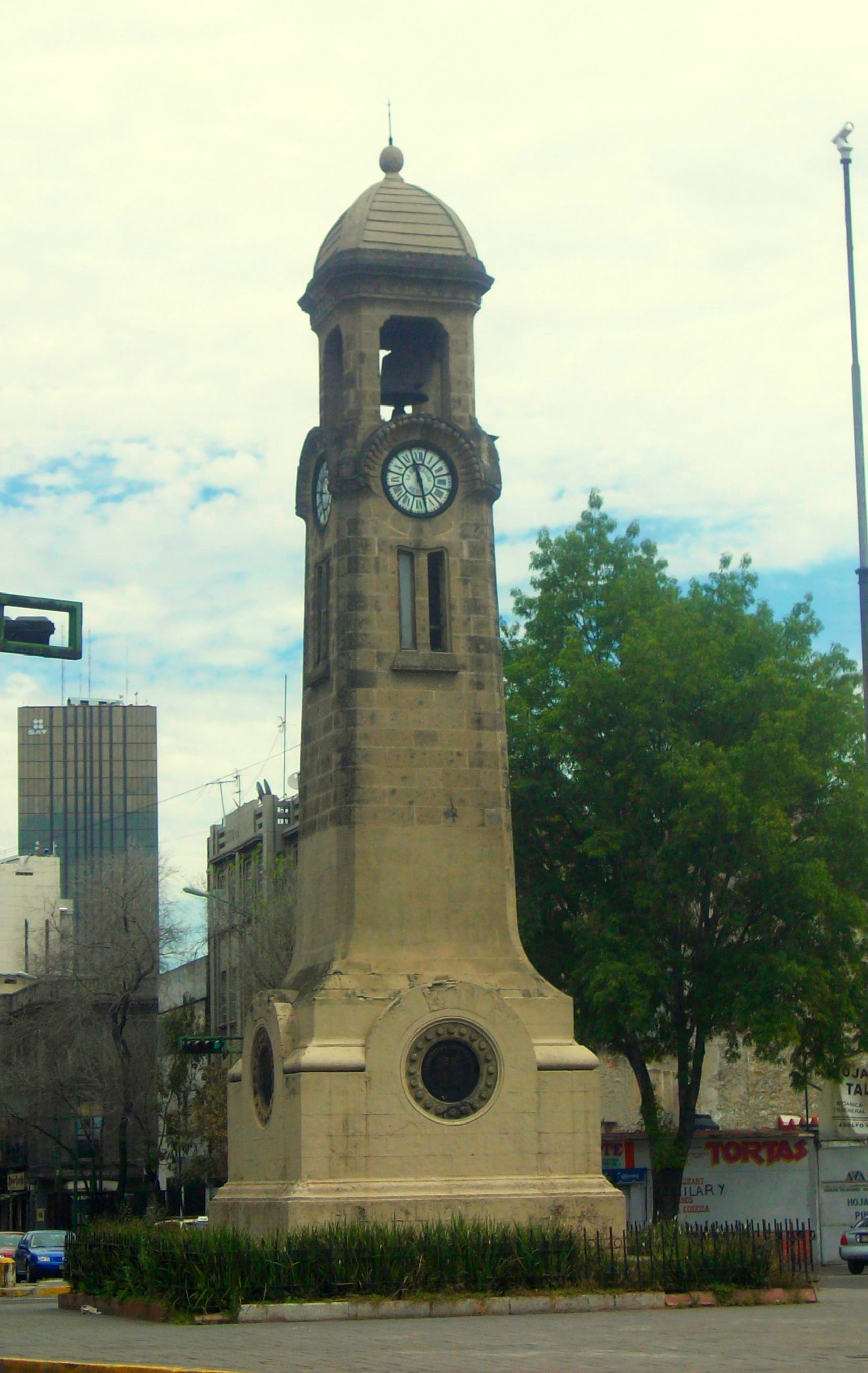
Glorieta del Reloj Chino en la avenida Bucareli.

Entre los edificios notables que se han levantado en la avenida destacan:
- la Torre del Caballito y la escultura El caballito, de Sebastián;
- la antigua redacción del diario Excélsior, denominada «la esquina de la información», en Bucareli 1;
- el edificio de Bucareli 8, redacción del diario El Universal;
- el Edificio Gaona, de estilo neocolonial;
- el Conjunto Vizcaya, conocido como Edificio Vizcaya. levantado a comienzos del siglo XX para funcionarios del gobierno de Porfirio Díaz. Pero quedando sin concluir por completo hasta 1924;
- el Conjunto Mascota, levantado por Miguel Ángel de Quevedo en el año de 1912;
- la Secretaría de Gobernación;
- el monumento más sobresaliente y conocido de la avenida es el Reloj Chino, regalo del emperador de China a México en ocasión de los festejos del Centenario de la Independencia de México.